# Shumona Sinha
Œuvres principales
Assommons les pauvres !
Shumona Sinha (en bengali সুমনা সিনহা), née le 27 juin 1973 à Calcutta, est une romancière franco-indienne de langue française qui vit à Paris.

## Biographie

### Milieu familial
Shumona Sinha naît dans une famille bourgeoise urbaine de Calcutta : son père est professeur d'économie, de tendance marxiste et athée, et sa mère est professeure de mathématiques et plus traditionaliste. Ses parents appartiennent à la caste scribale des Kayasthas (en) et descendent de zamindars bengalis. Enfant puis adolescente, Shumona vit entourée de livres achetés par ses parents ou offerts par sa tante maternelle, qui est traductrice du sanskrit à l'allemand et de l'allemand au sanskrit. Adolescente, elle dévore non seulement les littératures bengalie et indienne mais aussi russe, américaine, française et espagnole à travers leurs traductions en bengali et en anglais.
En 1990, à dix-sept ans, elle reçoit le Prix du meilleur jeune poète du Bengale. Comme tous les Indiens de son milieu social, elle parle plusieurs langues indiennes et l'anglais.

### Apprentissage du français
Rêvant de vivre à Paris, c'est à la Ramkrishna Mission School of Foreign Languages à Calcutta que Shumona Sinha commence, en 1995, à 22 ans, à étudier le français ,, langue dont elle déclare être tombée amoureuse dès sa quatorzième année,. Quelque douze ans plus tard, elle décrira sa décision d'étudier la langue française comme « sa petite révolte post-coloniale » contre l'anglais, langue de l'ancien colonisateur et seconde langue officielle de l'Inde.
En 1998, elle étudie la science politique et l'économie à l'université de Calcutta. L'année suivante, elle suit les cours de français de l'Alliance française de Calcutta.
En 2001, elle obtient une maîtrise en littérature et linguistique françaises au Central Institute of English and Foreign Languages d'Hyderabad.

### Arrivée en France
En 2001, elle est recrutée, dans le cadre d’un programme d’échange de l'ambassade de France en Inde, pour être assistante d'anglais dans un collège de l'Hexagone. Elle arrive le 21 septembre, « Le temps était lumineux », dit-elle. « Tout le monde me disait : "C'est l'été indien", je ne comprenais pas bien l'expression, mais j'étais heureuse d'être là. ».
Sur place, elle continue ses études de littérature et de linguistique françaises et obtient, en 2006, un diplôme d'études approfondies (DEA) / Master 2 Recherches en lettres modernes à l'université Paris-Sorbonne,.

### Enseignement de l'anglais et interprétariat en bengali
De 2001 à 2005 et de 2012 à 2016, Shumona Sinha est professeure contractuelle d’anglais pour les rectorats de Créteil et de Versailles.
De 2009 à 2011, elle travaille comme interprète-traductrice en langue bengalie à l'Office français de protection des réfugiés et apatrides (Ofpra) auprès des demandeurs d’asile bangladais de la région parisienne.

### Collaboration avec le poète Lionel Ray
Dans les années 2000, Shumona Sinha fréquente les milieux de la poésie et est mariée pendant neuf ans au poète Lionel Ray. En collaboration avec ce dernier, elle publie :
- une anthologie de poésie française contemporaine en version bengalie : soixante-dix poètes de la deuxième partie du XXe siècle (Calcutta, octobre 2005, éd. Ebang Mushayera) ;
- un recueil de poésie bengalie contemporaine en version espagnole (Murcie, Espagne en février 2006, éd. Lancelot) ;
- un recueil de poésie bengalie contemporaine en version française (2007, éd. Le Temps des Cerises)[13].

### La romancière

#### Fenêtre sur l'abîme
Se lançant dans l'écriture en français, Shumona Sinha publie, en 2008, chez La Différence, maison amie des poètes, un premier roman, Fenêtre sur l'abîme, dont l'intrigue s'inspire de son itinéraire personnel : l’arrivée d’une jeune Indienne dans la Ville lumière, ses expériences en tant qu’étudiante et sa liaison, qui se termine mal, avec un Français. Le livre ne passe pas inaperçu bien que l'écriture eût mérité d'être travaillée davantage, ainsi que le reconnaît l'auteure elle-même.

#### Assommons les pauvres!
En 2011, elle publie Assommons les pauvres !, roman inspiré de son expérience d'interprète à l'Ofpra et racontant les conditions de vie des demandeurs d’asile. Le titre de ce second roman est emprunté au poème en prose éponyme de Charles Baudelaire, Assommons les pauvres !. Comme Shumona Sinha, l'héroïne est interprète auprès des demandeurs d'asile, lesquels, loin d'être des militants politiques persécutés, sont en fait des émigrants économiques. Exaspérée par leurs récits de sévices appris par cœur, la jeune interprète prend en grippe ces candidats à l'exil. Un jour, à coups de bouteille de vin, elle assomme un immigré un peu trop entreprenant. Au fil de ses déclarations au commissariat, elle en vient à comprendre ce qui l'a poussée à un tel geste,,.
Le livre fait un tabac. Très remarqué par la critique,, il reçoit le prix Valery-Larbaud 2012, le prix du roman populiste et le Internationaler Literaturpreis HKW (2016), prix récompensant un ouvrage traduit pour la première fois en allemand. Le roman est adapté à la scène par des théâtres en Allemagne et en Autriche, notamment le théâtre Thalia à Hambourg et le théâtre Freies Werkstatt à Cologne. Assommons les pauvres ! est traduit également en anglais, italien, en hongrois et en arabe.
La mise en accusation de l'Ofpra vaudra à l'auteure la perte de son emploi de traductrice auprès des services d'immigration.

#### Calcutta
Dans son troisième roman, Calcutta, publié en 2014, l'héroïne, Trisha (qui est un peu Shumona), retourne en Inde pour assister aux funérailles de son père, ancien marxiste. Elle redécouvre Calcutta, le bengali qu'elle a désappris et la maison familiale, désormais vide. Elle se remémore l'histoire de sa famille à travers les violences politiques du Bengale-Occidental depuis les années 1970. Le livre reçoit le Grand prix du roman de la Société des gens de lettres et le prix du rayonnement de la langue et de la littérature françaises de l'Académie française.

#### Apatride
Dans Apatride, son quatrième roman, paru en 2017, Shumona Sinha décrit les destins croisés de trois jeunes femmes libres. La première, Esha, une immigrée indienne installée à Paris et professeure d'anglais dans un lycée de banlieue, s'interroge, désabusée par la vie dans la capitale et par son métier, sur les raisons qui la poussent à rester en France. La deuxième, Mina, est une paysanne de Tajpur près de Calcutta, qui se bat pour vivre son amour avec son cousin et pour sauver le lopin de terre familial de l'expropriation. Elle a le soutien de Marie, une Française d'adoption, originaire du Bengale, partie en Inde à la recherche de ses parents biologiques. À travers l'histoire de ces trois femmes, l'auteure, « de l'Inde à la France, dénonce, sans concessions, les fabriques modernes de l’apatride ».

#### Le testament russe
Dans Le testament russe, son cinquième roman, paru en mars 2020 chez Gallimard (Blanche), elle décrit la fascination d'une jeune Bengalie, Tania, pour un éditeur juif russe des années 1920 qui fut le fondateur des Éditions Raduga. Pour la journaliste Claire Devarrieux, « Un des sujets de ce roman est la manière dont se perpétue l’internationale des lecteurs »,.

#### L'autre nom du bonheur était français
Dans ce sixième livre, paru en 2022 chez Gallimard (Blanche), Shumona Sinha raconte son voyage du bengali, sa langue « natale », au français, sa langue « vitale ».
L'écrivaine et chroniqueuse Tiphaine Samoyault rapporte, dans sa chronique du Monde des livres du 2 décembre 2022, que « Shumona Sinha nous fait don de sa langue natale, le bengali : ses accords verbaux, sa limpidité, mais aussi sa grammaire moralisante, reflétant les hiérarchies sociales. (…) Sa francophonie n’est plus seulement une affaire de langue, elle devient aussi cette histoire de langue abîmée, qu’elle défend pourtant chaque jour, mot par mot. ».
Christine Ferniot observe dans sa chronique de Télérama du 5 décembre 2022 qu'« elle réussit un livre éclairant, porté par une écriture charnelle, aventurière et d'une sincérité totale. »
Laurence Péan déclare dans sa chronique de La Croix du 15 décembre 2022 : « Il en faut de l'audace, et une volonté à toute épreuve, pour écrire dans une langue qui n'est pas la sienne. Si nombreux d'écrivains se sont prêtés à l'exercice, et pas des moindres — Samuel Beckett, Milan Kundera, Jorge Semprún, Dai Sijie, Laïla Sebbar… — il n'en reste pas moins un tour de force littéraire. Shumona Sinha est de cette trempe-là. (…) Elle ne mâche pas ses mots, qu'elle déroule avec une ardeur combative, dans une langue parfaite. »
Jérôme Garcin observe dans sa chronique de NouvelObs du 21 décembre 2022 qu'

#### Souvenirs de ces époques nues
Dans ce roman, paru en 2024 chez Gallimard (Blanche), Shumona Sinha raconte le voyage initiatique spirituel de Sophia, une jeune Française qui se trouve dans un ashram en Inde et découvre la violence politique et sociale du pays.
Marceau Cormerais, dans Les Échos du 23 mai 2024, voit, dans Souvenirs de ces époques nues, une « plongée charnelle dans une Inde meurtrie par les tensions ethniques et religieuses ». « De la haine professée par le Guru aux orgies européennes enrobées de spiritualité, Sinha signe un récit sans ambages à la langue singulière ».
Florence Pitard, dans Ouest-France du 14 juillet 2024, remarque que « son livre, envoûtant et original, est aussi une charge contre certains ashrams, pièges pour Occidentaux en mal de mysticisme. Il évoque aussi ce mal étrange, unique en son genre, qui y saisit parfois les touristes ayant perdu tous leurs repères. ».

### Autres activités
Shumona Sinha a collaboré à la chronique mensuelle « Le Papier Buvard » dans le journal Charlie Hebdo de novembre 2017 à juin 2018.
De 2018 à 2020, elle a été membre du jury du prix Eugène Dabit du roman populiste.
Elle a également bénéficié de résidences d'auteur à Zurich de juin à novembre 2016, au Literarisches Colloquium de Berlin (LCB) de mai à juin 2017.

## Prises de position
Shumona Sinha a dénoncé, dans Libération et Le Nouvel Obs, sur France Inter et France 24, la politique ultra-nationaliste, hindouiste pratiquée par le premier ministre indien Narendra Modi, discriminatoire à l'égard des musulmans, et la violence policière exercée contre les opposants au gouvernement nationaliste,,,,.

## Œuvres
- Fenêtre sur l'abîme, Éditions de la Différence, Paris, 2008.
- Assommons les pauvres !, Éditions de l'Olivier, Paris, 2011 — Traduit en allemand (Erschlagt die Armen!, Edition Nautilus, 2015, 128 p.) en italien (A morte i poveri!, Edizioni Clichy, 2012, 176 p.), en anglais (Down with the Poor!, The Fugitives, 2022, 150 p.)
- Calcutta, Éditions de l'Olivier, Paris, 2014 — Traduit en allemand (Kalkutta, Edition Nautilus, 2016, 192 p.) et en italien (Calcutta, Edizioni Clichy, 2016, 225 p.).
- Apatride, Éditions de l'Olivier, Paris, 2017 — Traduit en allemand (Staatenlos, Edition Nautilus, 2017, 160 p.) et en italien (Apolide, Edizioni Clichy, 2021, 176 p.).
- Le testament russe, Éditions Gallimard,collection Blanche, Paris, 2020. — Traduit en allemand (Das Russische Testament, Edition Nautilus, 2021, 184 p.).
- L'autre nom du bonheur était français, Éditions Gallimard, collection Blanche, Paris, novembre 2022.
- Souvenirs de ces époques nues, Éditions Gallimard, collection Blanche, Paris, mars 2024.

## Prix et distinctions
- 2012 : prix Valery-Larbaud
- 2011 : prix Eugène Dabit du roman populiste
- 2014 : Grand prix du roman de la Société des gens de lettres
- 2014 : prix du rayonnement de la langue et de la littérature françaises de l'Académie française
- 2016 : Internationaler Literaturpreis